# Lucas Masoero
Lucas Gabriel Masoero Masi (* 1. Februar 1995 in Mendoza) ist ein argentinischer Fußballspieler.

## Karriere
Masoero begann seine Karriere bei Independiente Rivadavia. Ab der Saison 2015 spielte er für die erste Mannschaft von Independiente in der Primera B Nacional. In der Saison 2015 kam er insgesamt zu 19 Zweitligaeinsätzen. Ohne weitere Einsätze wechselte er zur Saison 2017/18 zum Drittligisten Deportivo Maipú. Für Maipú spielte er 26 Mal in der Torneo Federal A.
Zur Saison 2018/19 wechselte Masoero nach Bulgarien zu Lokomotive Plowdiw. In seiner ersten Saison in Plowdiw kam der Innenverteidiger zu acht Einsätzen in der Parwa liga. In der Saison 2019/20 kam er zwölfmal zum Einsatz. In der Spielzeit 2020/21 absolvierte er 28 Partien in der höchsten bulgarischen Spielklasse. Zur Saison 2021/22 wechselte der Verteidiger nach Russland zum FK Nischni Nowgorod. In der Saison 2021/22 kam er zu 25 Einsätzen in der Premjer-Liga. In der Saison 2022/23 absolvierte er 22 Spiele.
Nach vier Einsätzen zu Beginn der Saison 2023/24 wechselte er im September 2023 nach Rumänien zu Universitatea Cluj.